# Ruská právnická fakulta v Praze
Ruská právnická fakulta v Praze (rusky Русский юридический факультет в Праге) byla vysoká škola pro emigranty z Ruska, která existovala v letech 1922 až 1933.
Cílem fakulty bylo vzdělávat a vychovávat mladou generaci ruské emigrace v duchu předrevolučního ruského pojetí práva. Hlavní část vzdělávacího procesu tvořilo studium ruského práva, jeho historie, filozofie, teorie a antropologie.

## Historie
Otevření fakulty napomohlo rozhodnutí vlády ČSR v rámci tzv. „ruské pomocné akce“, která poskytla studentům, kteří nedokončili studium v Rusku, možnost absolvovat je v Československu. Pro tento účel byly vyčleněny finance, výuka měla probíhat v ruštině, podle programů ruských předrevolučních univerzit a na základě ruské univerzitní normy z roku 1884. Iniciátorem a vedoucím procesu vytvoření fakulty byl profesor P. I. Novgorodcev.[zdroj?]
Fakulta byla otevřena 18. května 1922 jako soukromá vysoká škola s pololetním poplatkem 60 Kč. Akademický senát Univerzity Karlovy v Praze na svém zasedání 7. července 1922 jednomyslně rozhodl o zřízení patronátu nad Ruskou právnickou fakultou.[zdroj?]
Emigrantský tisk otevření fakulty nadšeně uvítal. Bělehradské noviny Novoje vremja z 27. září 1921 napsaly: „Studenti jedou studovat do Prahy. Díky bohu. Ruské srdce se raduje a nemůže než radovat se: vzdělané, kultivované Rusko, Rusko budoucnosti, to mladé utrpělo během války obrovské ztráty... A Rusko budoucnosti potřebuje vzdělané lidi.“[zdroj?]
Jako základ pro výuku bylo použito ruské právo, které se v Rusku vyučovalo do roku 1917. Celkem se vyučovalo 23 předmětů, mezi hlavní předměty patřila výuka politické ekonomie, obecné teorie práva, státního práva, finančního práva, dějin filozofie práva, trestního právo, trestního procesu, mezinárodního práva a sovětského práva. Jako další byla začleněna studia statistiky, logiky, psychologie, ruské dějiny, dějiny ekonomických věd, hospodářskou geografii, český jazyk a další obory.[zdroj?]
Od samého počátku své existence si fakulta vydobyla pověst solidní vzdělávací instituce. Na fakultě byla aktivně prováděna vědecká činnost, pracovala plejáda ctihodných vědců (N. N. Alexejev, G. V. Vernadskij, D. D. Grimm, G. D. Gurvič, M. M. Katkov, P. A. Novgorodcev, J. V. Spektorskij, P. B. Struve, G. N. Michajlovskij, M. A. Zimmerman ad.)[zdroj?]
Podpořena byla iniciativa akademika P. B. Struveho vstoupit do vzdělávací a vědecké komunikace s Univerzitou Dálného východu a Právnickou fakultou v Charbinu. Charbinská právnická fakulta se zase pravidelně obracela o pomoc na Prahu. Například ruská právnická fakulta v Praze dne 20. března 1928 vyhověla postoji děkana Charbinské právnické fakulty při rozesílání programů pro magisterské zkoušky a pokynů pro osoby připravující se na magisterské zkoušky.[zdroj?]
V roce 1929 fakulta ukončila vzdělávací činnost a za celou dobu její existence zde absolvovalo 384 studentů. V dalších letech fungovala jako vědecká a koordinačně-metodická právní instituce. Instituce byla oficiálně zrušena v roce 1933.[zdroj?]

## Zajímavosti
- V roce 1926 na ruské právnické fakultě v Praze M. A. Zimmerman obhájil první a jedinou magisterskou práci o mezinárodním právu v ruské diaspoře.[zdroj?]